# Adesmus tribalteatus
Adesmus tribalteatus là một loài bọ cánh cứng trong họ Cerambycidae.